# Pavetta cinereifolia
Pavetta cinereifolia là một loài thực vật có hoa trong họ Thiến thảo. Loài này được Berhaut mô tả khoa học đầu tiên năm 1954.